# Paullinia tomentosa
Paullinia tomentosa är en kinesträdsväxtart som beskrevs av Nikolaus Joseph von Jacquin. Paullinia tomentosa ingår i släktet Paullinia och familjen kinesträdsväxter. Inga underarter finns listade i Catalogue of Life.